# Agromyza pseudoreptans
Agromyza pseudoreptans är en tvåvingeart som beskrevs av Nowakowski 1967. Agromyza pseudoreptans ingår i släktet Agromyza och familjen minerarflugor. Arten är reproducerande i Sverige. Inga underarter finns listade i Catalogue of Life.